# Villaluenga del Rosario
Villaluenga del Rosario è un comune spagnolo di 418 abitanti situato nella comunità autonoma dell'Andalusia.

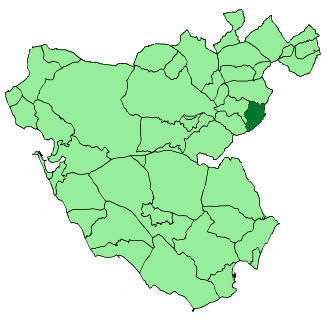
Mappa del comune nella provincia